# Husqvarna AB

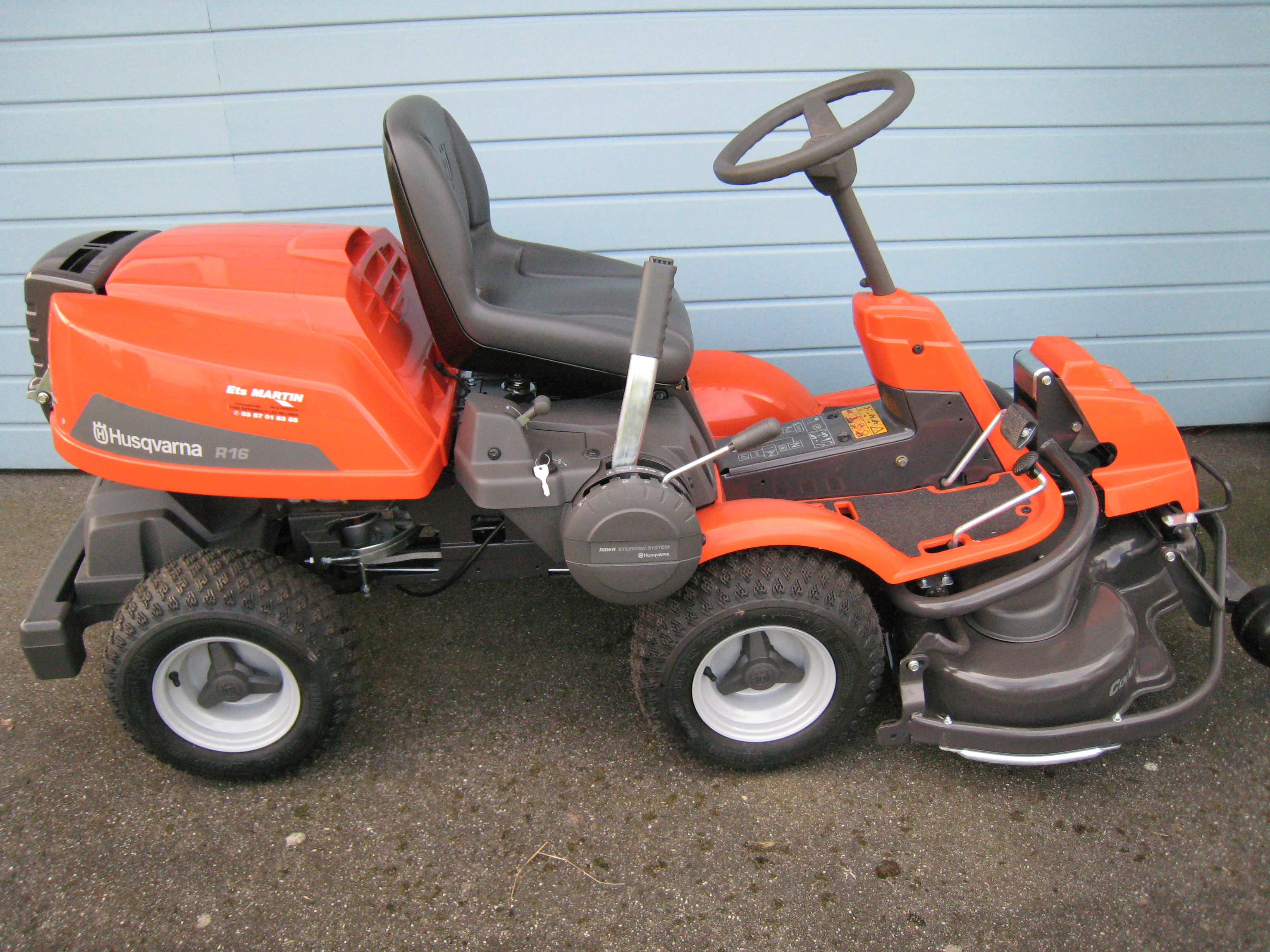
Cortacésped tipo rider Husqvarna.

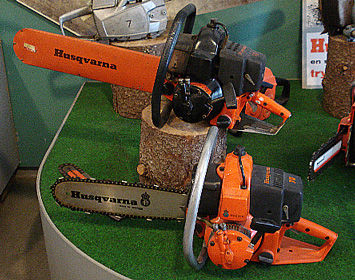
Motosierras Husqvarna.

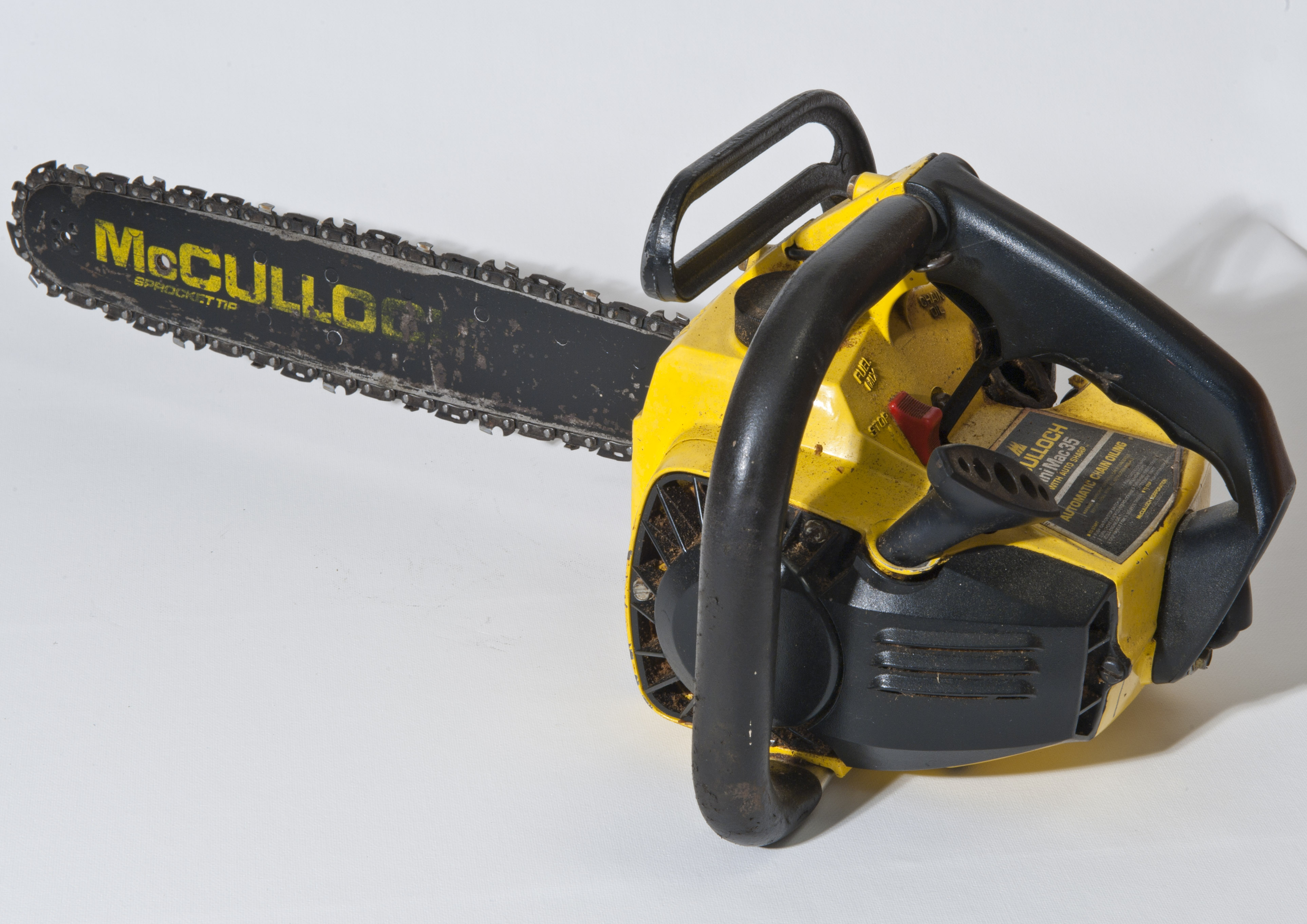
Motosierra McCulloch.

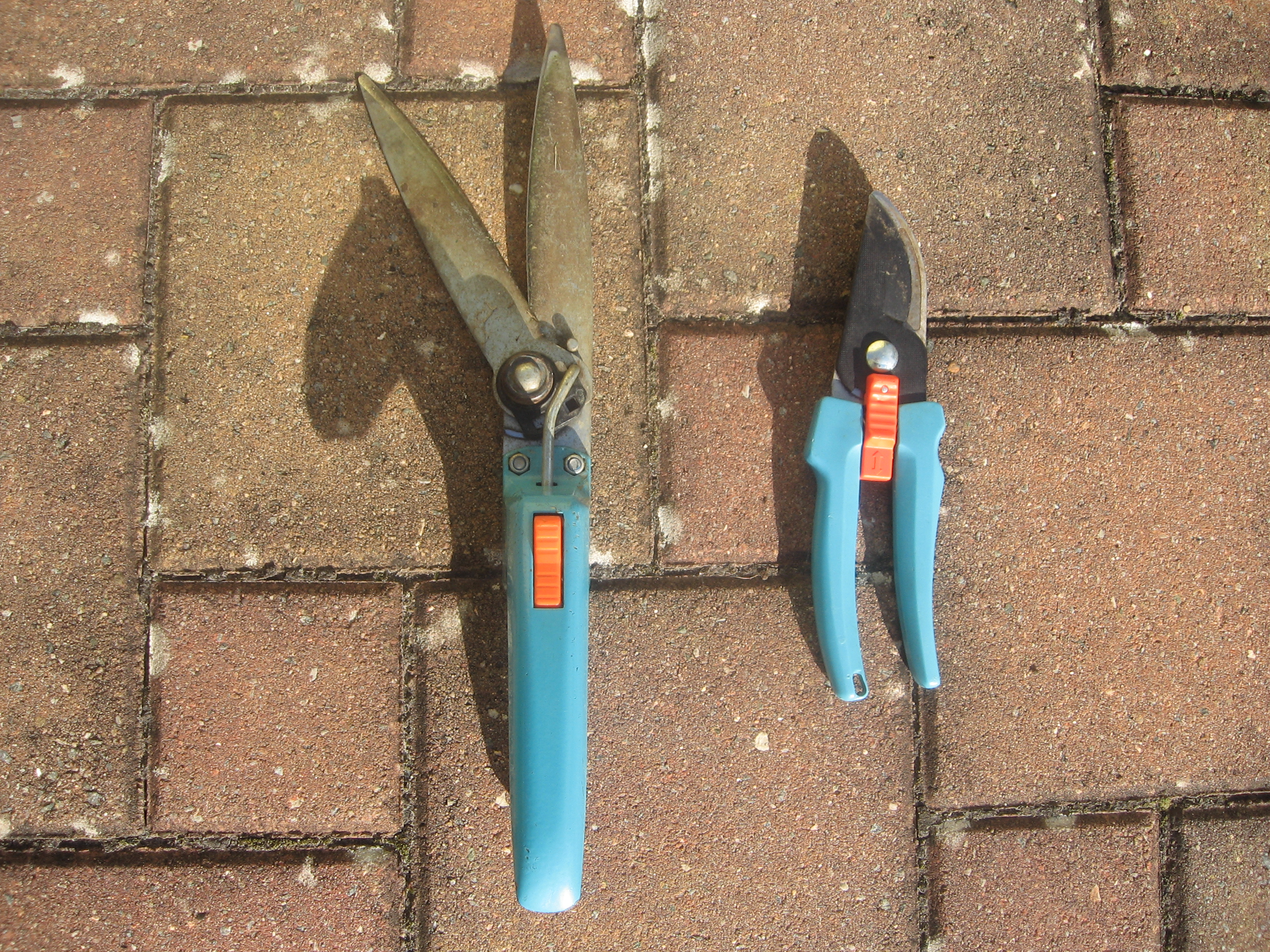
Tijeras de mano Gardena.

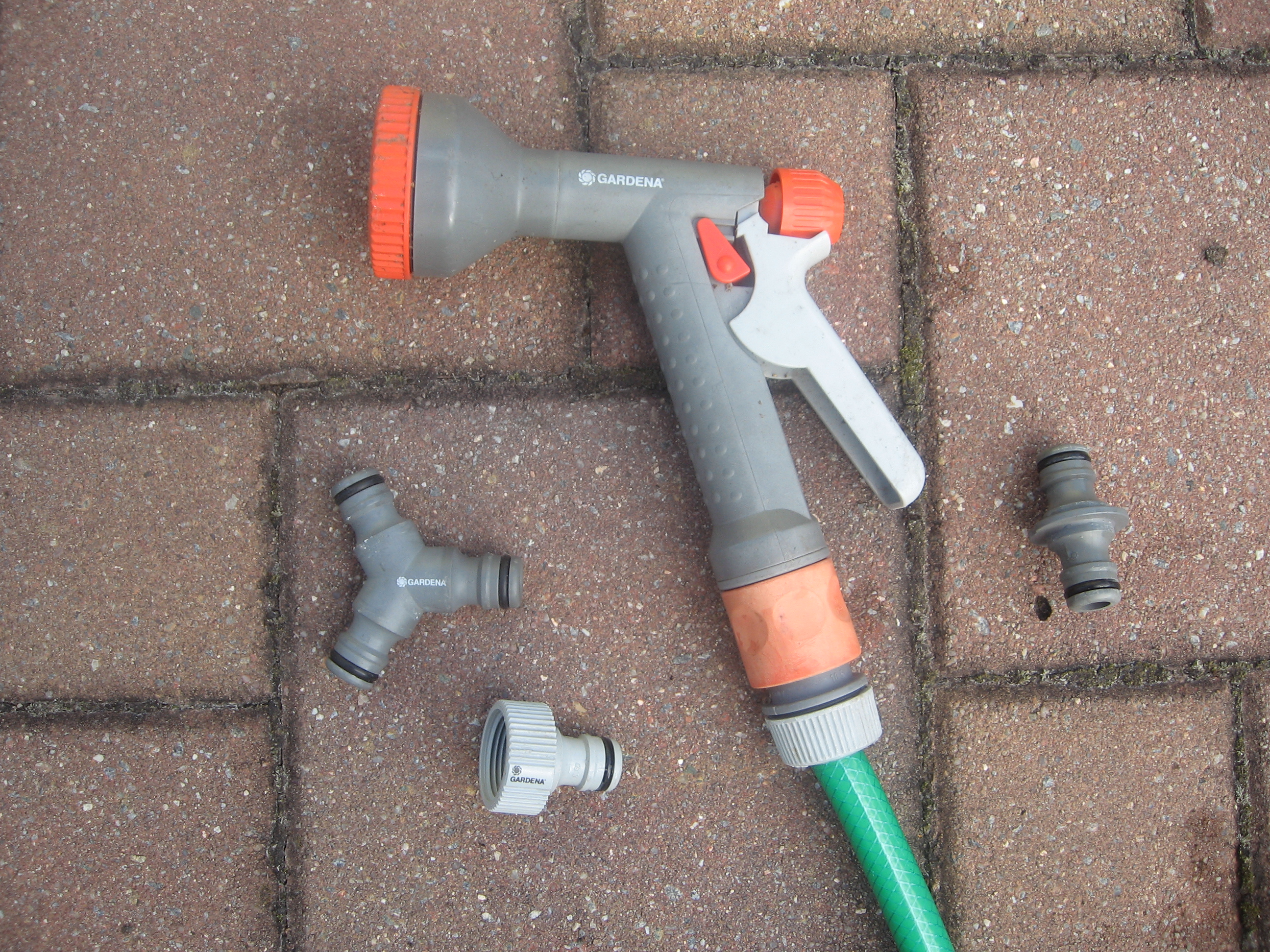
Accesorios de riego Gardena.

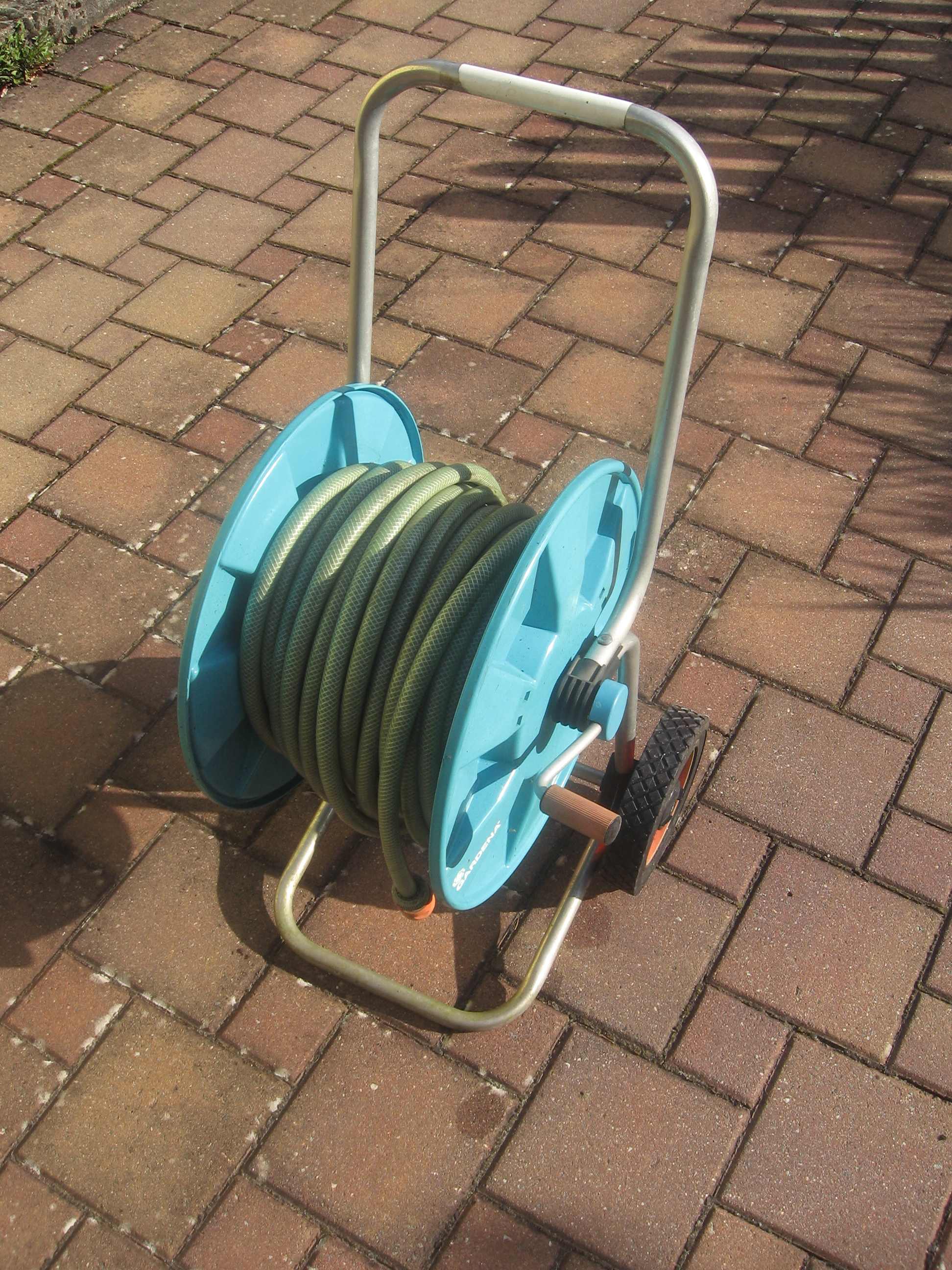
Carro portamanguera Gardena.

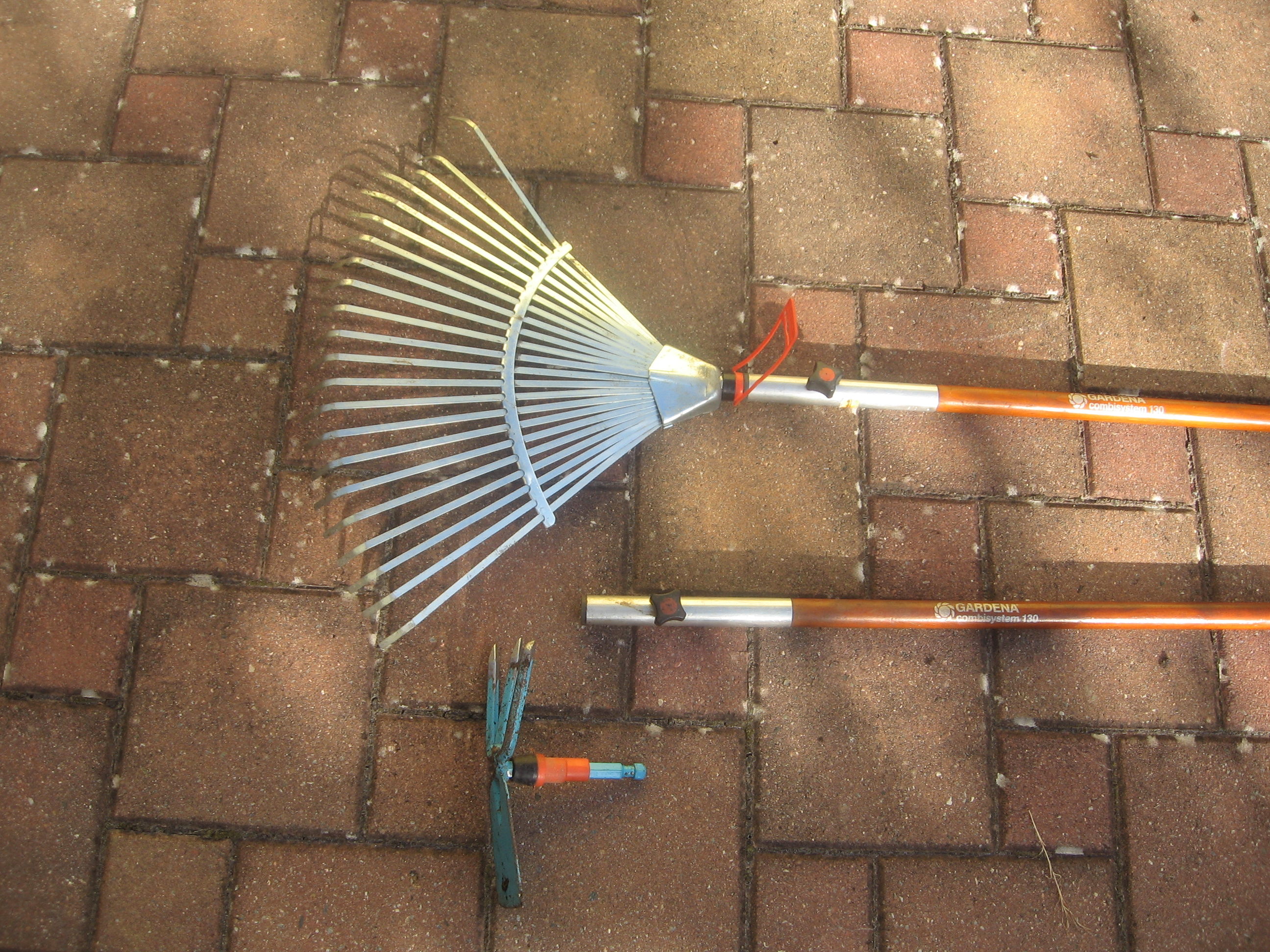
Herramientas de mano Gardena.

El Grupo Husqvarna es una multinacional de origen sueco. Tiene su origen en la fábrica de mosquetes que mandó construir el rey Carlos XI de Suecia en la localidad sueca de Huskvarna, en Jönköping.
Fabrica y comercializa principalmente maquinaria forestal, agrícola y de jardinería. También maquinaria para la construcción, el salvamento y la limpieza así como equipamiento de protección individual y ropa de calle y accesorios.
Los productos se comercializan exclusivamente a través de una red de distribución cualificada. En la actualidad, Husqvarna cuenta con varias fábricas en todo el mundo. En 2008 Husqvarna adquirió la marca de productos de jardinería Gardena. En 2010 Husqvarna adquirió la marca de maquinaria McCulloch a la que hasta entonces suministraba motores, para integrarla dentro de la estructura del grupo asumiendo completamente las labores de diseño, fabricación y distribución de la misma. McCulloch quedaría integrada como la segunda marca comercial de maquinaría del grupo orientada al sector doméstico, mientras que se reserva Husqvarna para el sector profesional.
Así pues el grupo empresarial Husqvarna fabrica en la actualidad bajo las marcas:
- Husqvarna, maquinaria orientada al uso profesional.
- McCulloch, maquinaria orientada al sector doméstico.
- Gardena, productos de jardinería: productos para riego, estanque, herramienta manual y maquinaria ligera, indumentaria.

## Husqvarna
La marca Husqvarna está orientada al uso profesional o semiprofesional, la mayor parte de la maquinaria usa motores de explosión, aunque también se han introducido en los últimos años motores eléctricos en la gama de productos. Los motores de dos tiempos son fabricados por Husqvarna pero los motores de 4 tiempos son comprados a marcas externas y montados en las máquinas ensambladas por Husqvarna, son habituales motores Honda, Kawasaki y Briggs & Stratton.
Bajo marca Husqvarna se fabrican:
- Para el mundo forestal, agrícola y de jardinería:
  - Cortacéspedes
  - Motosierras
  - Cortasetos
  - Desbrozadoras
  - Sopladores
  - Vareadores
  - Ahoyadoras
- Para el sector de la construcción:
  - Tronzadoras
  - Máquinas y herramientas de corte para materiales pétreos (naturales y artificiales)
  - Máquinas de demolición

## McCulloch
La marca McCulloch está orientada al sector doméstico, las gamas suelen combinar maquinaria con motores de explosión y motores eléctricos. Los motores de dos tiempos son fabricados por Husqvarna pero los motores de 4 tiempos son comprados a marcas externas ( Briggs & Stratton, Honda, Kawasaki, etc) y montados en las máquinas ensambladas por McCulloch.
Bajo marca McCulloch se fabrican:
- Para el mundo forestal, agrícola y de jardinería:
  - Cortacéspedes, desde pequeños cortacésped hasta tractores.
  - Motosierras
  - Cortasetos
  - Desbrozadoras
  - Sopladores
  - Quitanieves

## Gardena
Bajo marca Gardena fabrica:
- Para el sector de la jardinería:
  - Accesorios para riego:
    - Terminales de mangueras y racores, Magueras, recogemangueras, etc.
    - Programadores de riego y accesorios como sensores de humedad y de lluvia, electroválvulas y diversos elementos de riego por goteo y riego integrado.

  - Maquinaria:
    - Cortacéspedes
    - Cortasetos

  - Herramientas de mano